# Antonín Kubálek
Antonín Kubálek (* 8. November 1935 in Libkovice/Okres Most, Tschechoslowakei; † 19. Januar 2011 in Prag, Tschechien) war ein kanadischer Pianist und Musikpädagoge tschechischer Herkunft.

## Leben
Kubálek hatte zunächst Klavierunterricht bei Otakar Heindl und war dann von 1952 bis 1957 Schüler von Oldřich Kredba am Prager Konservatorium und bis 1959 von Zdeněk Jílek an der Musikakademie.  Von 1961 bis 1968 unterrichtete er am Prager Konservatorium, trat in Konzerten und im Rundfunk auf und spielte Schallplatten bei Supraphon ein.
1968 emigrierte er nach Kanada und wurde sechs Jahre später kanadischer Staatsbürger. 1969 debütierte er in der Walter Hall der University of Toronto und hatte kurz danach seine ersten Auftritte mit dem Toronto Symphony Orchestra. Es folgten zahlreiche Rundfunkaufnahmen sowie Liveauftritte mit anderen Orchestern, dem Vághy und dem Orford String Quartet und als Begleiter von Musikern wie Victor Braun, Lois Marshall  und Roxolana Roslak.
In den Jahren 1974 bis 1975 führte er am St. Paul’s Centre in Toronto sämtliche Mozart-Sonaten auf. Unter anderem spielte er Uraufführungen von Werken Walter Buczynskis, Ka Nin Chans, Paul Kilburns, Rudolf Komorous’, Milan Kymličkas, Marjan Mozetichs, Norman Shermans und Peeter Tammearus. Glenn Gould produzierte mit ihm eine Aufnahme der Sonata No. 1 von Erich Wolfgang Korngold. Zur Zweihundertjahrfeier der USA nahm er eine LP mit eigenen Arrangements von Kompositionen John Philip Sousas auf. Seit 1986 arbeitet er als Pianist, Produzent und Autor von Liner Notes für Dorian Records.
Kubálek unterrichtete von 1969 bis 1975 an der Brodie School of Music and Modern Dance in Toronto und gab 1975 und 1976 Sommerkurse an der Blue Mountain School of Music in Collingwood. Ab 1979 war er Lehrer am Royal Conservatory of Music of Toronto, später an der University of Toronto (1996–2002) und der York University (1997–2002).
1991 trat er erstmals seit seiner Emigration wieder in der Tschechoslowakei auf. Bei seinem Auftritt während des Prager Frühlings 2002 im Rudolfinum, dem Haus der Tschechischen Philharmonie in Prag wurde er mit Standing Ovations gefeiert. 2003 begründete er die Kubálek International Piano Courses, ein Festival für junge Pianisten, das jährlich in Zlaté Hory stattfindet.